# Rosita Nellie Holse Gjurup
Rosita Nellie Holse Gjurup (født 12. september 2008) en dansk skuespiller.
Hun spillede som 5-årig rollen som Pusle i filmen "Min søsters børn og guldgraverne".
Som 9-årig deltager hun også i sin første julekalender på Tv2

## Filmografi

### Spillefilm
| År   | Film                             | Rolle | Noter |
| ---- | -------------------------------- | ----- | ----- |
| 2015 | Min søsters børn og guldgraverne | Pusle |       |

### Tv-Serie
| År   | Titel                  | Rolle  | Noter        |
| ---- | ---------------------- | ------ | ------------ |
| 2017 | Tinkas juleeventyr     | Astrid | Julekalender |
| 2019 | Tinka og Kongespillet  | Astrid | Julekalender |
| 2022 | Tinka og sjælens spejl | Astrid | Julekalender |